# Gouvernement de la République espagnole en exil
1er avril 1939 – 1er juillet 1977
(38 ans et 3 mois)
Entités précédentes :
- Seconde République espagnole

Entités suivantes :
- Royaume d'Espagne (transition démocratique)

Le Gouvernement de la République espagnole en exil (espagnol : Gobierno de la República Española en el exilio) était la continuité du gouvernement en exil de la Seconde République espagnole à la suite de la victoire des forces de Francisco Franco lors de la guerre civile espagnole. Il a existé jusqu'à la restauration de la démocratie parlementaire en 1977.

## Histoire
À la chute de la République en avril 1939, le président (Manuel Azaña) et le Président du conseil (Juan Negrín) s'exilent en France. Manuel Azaña démissionne de son poste avant de mourir en novembre 1940. Diego Martínez Barrio, Président du conseil en 1936, lui succède en tant que président. Lorsque l'Allemagne nazie occupe la France en 1940, le gouvernement s'exile au Mexique, dont le président Lázaro Cárdenas continue de reconnaître la République comme le gouvernement légal de l'Espagne, bien que Negrín a passé les années de guerre à Londres. Negrín démissionne de son poste de Président du conseil en 1945 et il est remplacé par José Giral.
Jusqu'en 1945, les républicains exilés espéraient qu'à la fin de la Seconde Guerre mondiale le gouvernement franquiste serait écarté du pouvoir par les Alliés. Ceci ne s'étant pas passé, le gouvernement en exil conserve un rôle purement symbolique. Le gouvernement revient à Paris en 1946. Il y a aussi un gouvernement basque en exil et un gouvernement catalan en exil.
Le gouvernement espagnol en exil est installé jusqu'au début des années 1960 au no 15 avenue Foch ; il bénéficie alors de la sympathie des autorités françaises en raison du rôle des républicains espagnols dans la Résistance. Quant au gouvernement basque en exil, il avait acheté dès 1937 l'immeuble du no 11 avenue Marceau, non loin de l'ambassade franquiste. Estimant qu'il a été acquis avec de l'argent public, Franco réclame sa restitution, d'autant plus que des publications qui lui sont hostiles y sont diffusées. Il obtient gain de cause en 1951, lors du rétablissement des relations diplomatiques franco-espagnoles, et le bâtiment accueille ensuite les services culturels de l'ambassade officielle.
Immédiatement après-guerre, le gouvernement conserve ses relations diplomatiques avec le Mexique, le Panama, le Guatemala, le Venezuela, la Pologne, la Tchécoslovaquie, la Hongrie, la Yougoslavie, la Roumanie et l'Albanie. En revanche, les États-Unis, le Royaume-Uni, la France et l'Union soviétique ne le reconnaissent pas.
Après la mort de Franco en 1975, le roi Juan Carlos restaure le gouvernement démocratique. En 1977, les républicains en exil décident d'accepter le rétablissement de la monarchie et de reconnaître le nouveau gouvernement comme démocratique, même s'il n'est pas républicain. Le 1er juillet 1977, le Gouvernement de la République espagnole est officiellement dissous. Dans un geste de réconciliation, Juan Carlos reçoit les dirigeants exilés lors d'une cérémonie à Madrid.

## Présidents de la République en exil
| Portrait | Portrait | Nom                                      | Mandat           | Mandat           | Mandat                    | Parti politique                   |
| Portrait | Portrait | Nom                                      | Début            | Fin              | Durée                     | Parti politique                   |
| -------- | -------- | ---------------------------------------- | ---------------- | ---------------- | ------------------------- | --------------------------------- |
| 1        |          | Diego Martínez Barrio (intérim)          | 3 mars 1939      | 11 mai 1940      | 1 an, 2 mois et 8 jours   | Union républicaine                |
| 2        |          | Álvaro de Albornoz y Liminiana (intérim) | 11 mai 1940      | 17 août 1945     | 5 ans, 3 mois et 6 jours  | Sans étiquette                    |
| 3        |          | Diego Martínez Barrio                    | 17 août 1945     | 1er janvier 1962 | 16 ans, 5 mois et 8 jours | Union républicaine                |
| 4        |          | Luis Jiménez de Asúa                     | 1er janvier 1962 | 16 novembre 1970 | 8 ans et 10 mois          | Parti socialiste ouvrier espagnol |
| 5        |          | José Maldonado González                  | 16 novembre 1970 | 1er juillet 1977 | 6 ans, 8 mois et 9 jours  | Gauche républicaine               |

## Présidents du Conseil des ministres en exil

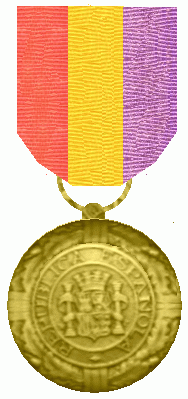
L'ordre de la République espagnole.

| Portrait | Portrait                            | Nom (date de naissance et de décès)  | Mandat          | Mandat          | Mandat                    | Parti politique                   | Gouvernement     | Coalition                                  | Président de la République (dates du mandat) | Président de la République (dates du mandat) |
| Portrait | Portrait                            | Nom (date de naissance et de décès)  | Début           | Fin             | Durée                     | Parti politique                   | Gouvernement     | Coalition                                  | Président de la République (dates du mandat) | Président de la République (dates du mandat) |
| -------- | ----------------------------------- | ------------------------------------ | --------------- | --------------- | ------------------------- | --------------------------------- | ---------------- | ------------------------------------------ | -------------------------------------------- | -------------------------------------------- |
| 1        |                                     | Juan Negrín (1892-1956)              | 31 mars 1939    | 17 août 1945    | 6 ans, 4 mois et 17 jours | Parti socialiste ouvrier espagnol | Negrín III       | PSOE-IR-CNT-UR-PCE-PSUC-EAE-ANV            |                                              | Diego Martínez Barrio (1939-1940)            |
| 1        | Álvaro de Albornoz (1940-1945)      | Juan Negrín (1892-1956)              | 31 mars 1939    | 17 août 1945    | 6 ans, 4 mois et 17 jours | Parti socialiste ouvrier espagnol | Negrín III       | PSOE-IR-CNT-UR-PCE-PSUC-EAE-ANV            |                                              |                                              |
| 2        |                                     | José Giral (1879-1962)               | 17 août 1945    | 9 février 1947  | 1 an, 5 mois et 23 jours  | Gauche républicaine               | Giral II         | IR-UR-PSOE-ERC-CNT-PNV-UGT-PCE-PG-ACR (es) |                                              | Diego Martínez Barrio (1945-1962)            |
| 3        |                                     | Rodolfo Llopis (1895-1983)           | 9 février 1947  | 8 août 1947     | 5 mois et 30 jours        | Parti socialiste ouvrier espagnol | Llopis           | PSOE-UR-PNV-IR-ERC-UGT-PCE-CNT             |                                              | Diego Martínez Barrio (1945-1962)            |
| 4        |                                     | Álvaro de Albornoz (1879-1954)       | 8 août 1947     | 13 août 1951    | 4 ans et 5 jours          | Union républicaine                | Albornoz I       | UR-IR-CNT                                  |                                              | Diego Martínez Barrio (1945-1962)            |
| 4        | Albornoz II                         | Álvaro de Albornoz (1879-1954)       | 8 août 1947     | 13 août 1951    | 4 ans et 5 jours          | Union républicaine                | UR-IR            |                                            |                                              | Diego Martínez Barrio (1945-1962)            |
| 5        |                                     | Felix Gordón (es) (1885-1973)        | 13 août 1951    | 17 avril 1960   | 8 ans, 8 mois et 4 jours  | Union républicaine                | UR-IR            | Gordón I                                   |                                              | Diego Martínez Barrio (1945-1962)            |
| 5        | Gordón II                           | Felix Gordón (es) (1885-1973)        | 13 août 1951    | 17 avril 1960   | 8 ans, 8 mois et 4 jours  | Union républicaine                | UR-IR            |                                            |                                              | Diego Martínez Barrio (1945-1962)            |
| 6        |                                     | Emilio Herrera (1879-1967)           | 17 avril 1960   | 28 février 1962 | 1 an, 10 mois et 11 jours | Sans étiquette                    | Herrera          | ARDE                                       |                                              | Diego Martínez Barrio (1945-1962)            |
| 7        |                                     | Claudio Sánchez-Albornoz (1893-1984) | 28 février 1962 | 28 février 1971 | 9 ans                     | Union républicaine                | Sánchez-Albornoz | ARDE                                       |                                              | Luis Jiménez de Asúa (1962-1970)             |
| 7        | José Maldonado Gonzalez (1970-1977) | Claudio Sánchez-Albornoz (1893-1984) | 28 février 1962 | 28 février 1971 | 9 ans                     | Union républicaine                | Sánchez-Albornoz | ARDE                                       |                                              |                                              |
| 8        |                                     | Fernando Valera (es) (1899-1982)     | 28 février 1971 | 21 juin 1977    | 6 ans, 3 mois et 24 jours | Union républicaine                | Valera           | ARDE                                       |                                              |                                              |